# Neorhagoletis latifrons
Neorhagoletis latifrons är en tvåvingeart som beskrevs av Friedrich Georg Hendel 1914. Neorhagoletis latifrons ingår i släktet Neorhagoletis och familjen borrflugor.
Artens utbredningsområde är Bolivia. Inga underarter finns listade i Catalogue of Life.